# Уса-дзингу
Уса-дзингу (яп. 宇佐神宮), также Уса-хатимангу (яп. 宇佐八幡宮) — синтоистское святилище, расположенное в городе Уса, префектуре Оита, Кюсю, Япония. Уса-дзингу является главным из 25 тысяч святилищ, посвященных Хатиману.

## Мифология и религия
В храме поклоняются Хатиману — божеству неясного происхождения, не упоминающемуся ни в Кодзики, ни в Нихон-сёки. Согласно преобладающей сегодня теории, в его образе соединились родовые божества (удзигами) различных кланов Кюсю, включая божеств моря и гор. Около VI века к ним добавился легендарный император Одзин, которому в храме поклоняются под именем Хондавакэ-но-микото.
По легенде, в Уса впервые явился Хатиман в облике кузнеца и с тех пор стал считаться покровителем рудокопов.
Кроме того, по преданию, на гору Омотояма в Уса сошла с небес богиня Химэно и воплотилась в каменных изваяниях, по сей день стоящих на вершине.
Существуют свидетельства присутствия буддизма на Кюсю ещё до традиционно принятой даты прибытия буддизма в Японию — 552 или 538 г.н. э. Храм Уса всегда был тесно связан с буддизмом и шаманизмом, и датой основания нынешнего храма считается момент объединения нескольких храмов в синтоистско-буддистский комплекс Мироку-дзи (или Мирокудзэн-ин). В 781 году Хатиман был официально признан воплощением великого Будды (дайбосацу).
В конце июля в святилище проводится летний ритуал очищения. Во время ритуала более 300 прихожан проносят по храму три микоси (священных паланкина).

## История

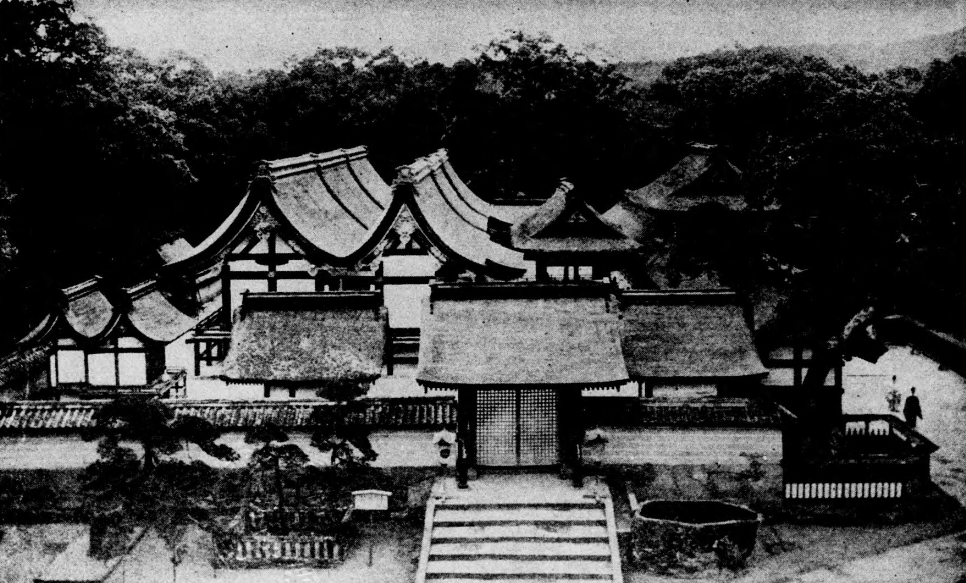
Уса-дзингу в 1927 году

Святилище было основано в 725 году по указу императора Сёму.
Постепенно к Хатиману всё чаще начали обращаться, молясь за успех в сражениях, походах и подавлении мятежей. Например, в 741 году за помощь в подавлении мятежа Фудзивары Хироцугу святилищу были дарованы земли, буддийские сутры и прочее. В 745 году Хатимана попросили о помощи в возведении Большого Будды Тодай-дзи, с чем возникли значительные сложности. Хатиман сообщил через оракула, где найти необходимое для строительства золото, а святилище послало денежную помощь и мастеров. Когда монах Докё хотел захватить престол в 769 году, он объявил, что Хатиман желает, чтобы Докё стал императором. Тогда его противники направили к божеству своего посла, которому было передано, что «подданный не может стать государем», что способствовало поражению Докё.
После произошедшего Хатиман временно потерял влияние, и следующий посланник был направлен к нему лишь в 855 году, когда от землетрясения у Большого Будды отлетела голова. Вскоре после этого, в 859 году, монах Гокё сообщил, что Хатиман желает пребывать ближе к столице, после чего в Киото было построено святилище Ивасимидзу хатимангу. В результате столичное святилище приобрело гораздо больший вес за счёт Уса-хатимангу, и в эпоху Эдо ежегодное содержание, полагавшееся храму в Уса, было почти в 7 раз меньше, чем содержание Ивасимидзу.
С 1871 по 1946 год святилище было официально причислено к кампэй-тайся (яп. 官幣大社 большие императорские храмы) — высшей категории поддерживаемых государством святилищ

## Архитектура

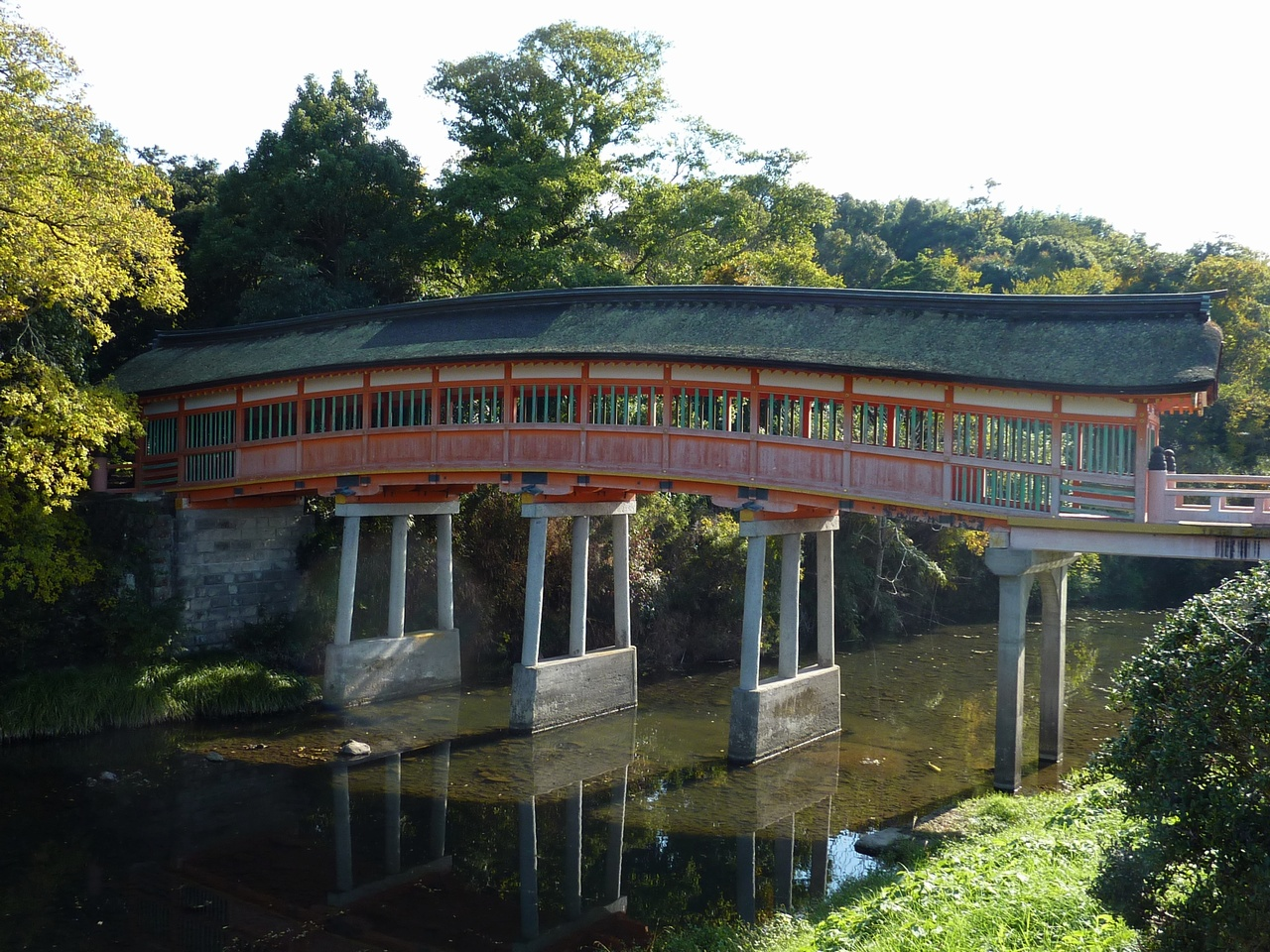
Мост Курэхаси

Храм построен в стиле хатиман-дзукури, в котором хондэн перекрывают две параллельные крыши в стиле нагарэ-дзукури, соприкасающиеся карнизами. Дождевую воду с крыши собирает деревянный жёлоб, крытый золотым листом. Хондэн состоит из двух частей — найин и гэйин, соединённых небольшой комнаткой или коридором. Хондэн опоясывает узкая веранда. Стены святилища побелены, а деревянные части покрашены киноварью. Внутренний двор полностью окружён коридором кайро, соединяющим хондэн и ромон. Во дворе расположены три вспомогательных святилища и открытая сцена мосидэн.
В отличие от поздних посвящённых Хатиману храмов, где для нескольких ками построен один большой хондэн, в Уса трём ками посвящены три одинаковых хондэна, стоящих вплотную друг к другу. Самое левое здание, впервые возведённое в 725 году, посвящено Хондавакэ-но-микото (императору Одзину), среднее, впервые возведённое в 733 году, посвящено Химэ-оками (считающейся воплощением трёх ками Мунаката-тайся), а самое правое здание, впервые возведённое в 823 году, посвящено Окинагатарасихимэ-но-микото (Императрице Дзингу). С 941 года все хондэны перестраивались каждые 30 лет, позже — каждые 33 года, вплоть до эпохи Муромати. Нынешние здания были возведены в 1861 году и считаются «важным культурным достоянием».